# Wally Kinnear
William "Wally" Nicoll Duthie Kinnear (født 3. december 1880 i Marykirk, Skotland, død 5. marts 1974 i Leicester, England) var en britisk (skotsk) roer og olympisk guldvinder.

## Rokarriere
Kinnear var omkring århundredskiftet flyttet til England for at arbejde og blev her introduceret til rosporten. Han viste hurtigt talent for dette og vandt i 1903 og de følgende to år West End amatørromesterskabet i singlesculler som medlem af Cavendish Rowing Club. Herefter skiftede han til den mere prestigefyldte Kensington Rowing Club og vandt for denne klub i de følgende år en række løb, herunder Henley Royal Regatta (Diamond Scull) samt Wingfield i 1910 og 1911. Dermed slog han sit navn fast i verdenseliten i singlesculler, og han havde som mål at genvinde Diamond Scull samt efterfølgende OL 1912 i Stockholm; imidlertid glippede Diamond Scull for ham, muligvis fordi han her roede i en anden båd end normalt, fordi favoritbåden var på vej til Stockholm.
Ved OL i Stockholm vandt han sikkert sine heats frem til og med semifinalen, hvorpå han i finalen mødte belgieren Polydore Veirmann. Belgieren lagde sig i spidsen fra starten, men Kinnear slog tilbage og indhentede ham midtvejs, hvorpå han trak fra og endte med at vinde med en bådlængde.
Efter OL vandt han også Wingfield for tredje år i træk, hvilket blev han sidste store sejr, selv om han fortsatte med at ro frem til krigsudbruddet i 1914.

## Øvrige karriere
Kinnear var oprindelig gardinsælger og fik derigennem job hos stormagasinet Debenhams, hvilket førte ham til England. Under verdenskrigen gjorde han tjeneste ved Royal Naval Air Service, og efter krigen blev han stærkt engageret i at træne roere. Senere i livet blev han sikkerhedsofficer.

## OL-medaljer
- 1912:  Guld i singlesculler